# Adolf Blitz
Adolf Blitz (Amsterdam, 12 augustus 1904 – Sobibór, 16 juli 1943) was een Nederlandse kunstschilder en boekbandontwerper.
Blitz werkte naast zijn beroep als kantoorbediende als kunstschilder. Hij schilderde onder meer (duin)landschappen. Zijn werk werd verkocht via kunsthandel Roozemond.
Voor de uitgeverijen Boekenvrienden Solidariteit en Het Nederlandsch Boekengilde van Hein Kohn in Hilversum ontwierp hij rond de jaren 1934, 1935 omslagen en boekbanden. Over een kunstopleiding zijn geen nadere gegevens bekend.
Blitz was getrouwd met Rebekka Blitz-Acohen (Borgerhout, 24 februari 1905). Beide echtelieden kwamen tijdens de Jodenvervolging in de Tweede Wereldoorlog op 16 juli 1943 in het vernietigingskamp Sobibór om het leven. Hun twee kinderen, die nog thuis woonden, overleefden de oorlog.
- Gemeinsame Normdatei: 1038166608
- International Standard Name Identifier: 0000 0003 9801 5122
- Nederlandse Thesaurus van Auteursnamen: 34174235X
- Virtual International Authority File: 86192817
- WorldCat: E39PBJtCwHXgr4QJHykxgJ3WjC